# ذراع آلية تجميعية انتقائية

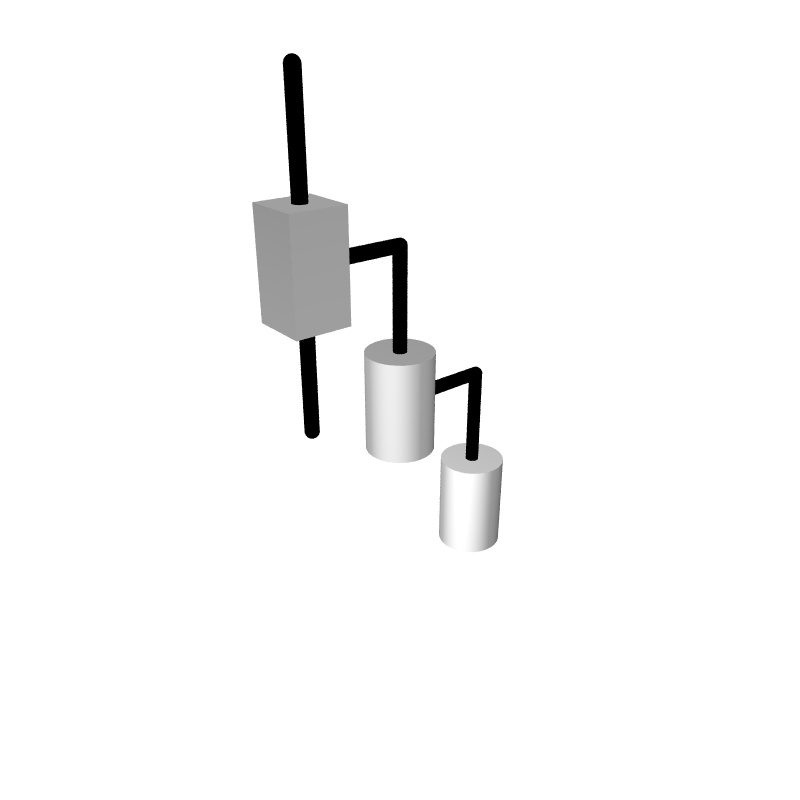
رسم تخطيطي لروبوت سكارا يوضح المفصلين الأولين يتحركان حركة دورانية والمفصل الأخير حركة خطية

ذراع آلية تجميعية انتقائية ذ.ا.ت.ا. أو سكارا (بالإنجليزية: Selective Compliant Assembly Robot Arm)‏ مختصر SCARA. قدمت شركات سانكيو سيكي وبينتل ونيس مبدأ جديد وكامل لروبوت صناعي تجميعي . وقد تم تطوير هذا الروبوت تحت إشراف الدكنور هيروشي ماكينو المدرس في جامعة ياماناشي . تصميم هذا الروبوت يعتمد على مبدأ دوران مفصلين في الذراع حول المحور Z . بمعنى آخر يستطيع الحركة ضمن المستوي YZ بينما لا يستطيع الحركة على Z بينما يتحرك المفصل النهائي حركة خطية على المحور Z أي صعودا وهبوطا.